# 高橋鉉太郎
高橋 鉉太郎（たかはし げんたろう、1860年9月29日〈万延元年8月15日〉 - 1949年〈昭和24年〉2月28日）は、日本の化学者、教育者。第三高等学校（現・京都大学）校長、同教授、香川県尋常中学校校長。

## 人物・経歴
大阪府で、高橋篤敬の長男として生まれる。
その後、東京に出て、立教学校（現・立教大学）で学ぶ。
1881年（明治14年）7月、東京大学理学部を化学専攻にて卒業し、理学士の学位を取得。
その後、官立大阪中学校の教諭となり、次いで、第三高等中学校（後の第三高等学校）教諭及び教授、香川県尋常中学校校長などを歴任する。
1896年（明治29年）10月、第三高等学校（現・京都大学）教授に就任。
1898年（明治31年）6月には、弟・悌郞の後を受けて家督を相続した。
1911年（明治44年）には、髙橋のほか、荒木寅三郎（医科大学／現・京都大学医学部教授、後の京都大学第7代総長）、藤江永孝（京都市立陶磁器試験所長）、福井松雄（京都高等工芸学校教授）、吉田彦三郎（理工科大学／現・京都大学理,工学部教授）、大幸勇吉（理工科大学／京都大学理,工学部教授）らで京都化学談話会を設立。この談話会は、京都在住の化学者および化学を趣味とする者らに呼びかけて設立されたもので、発足時の会員は65名おり、久原躬弦（理工科大学／現・京都大学理,工学部教授、翌年に京都大学第4代総長就任）が初代座長を務めた。
1918年（大正7年）12月28日に第三高等学校校長酒井佐保の死去に伴って1919年（大正8年）1月8日まで校長（事務取扱）を務め、同年4月18日から教頭を務めた。1922年（大正11年）3月25日に退職し、4月10日に名誉教授となった。